# 博·艾利斯
莫里斯·H·艾利斯（英語：Maurice H. Ellis，1954年8月8日—），美国NBA联盟前职业篮球运动员。他在1977年的NBA选秀中第1轮第17顺位被华盛顿子弹选中。